# 彭兆清
彭兆清（1952年—），怒族，中华人民共和国政治人物、第十一届全国政协委员。
担任云南省怒江州政协副主席。2008年，当选第十一届全国政协委员，代表少数民族界，分入第五十组。